# Loxosceles russelli
Loxosceles russelli là một loài nhện trong họ Sicariidae.
Loài này thuộc chi Loxosceles. Loxosceles russelli được miêu tả năm 1983 bởi Gertsch & Ennik.